# Стратегическая инициатива
Стратегическая инициатива — возможность навязывания в течение длительного времени противнику своей воли в стратегическом масштабе. Захват стратегической инициативы и её удержание — одно из главных условий успешного ведения войны и стратегических операций.